# 十月村委员会
十月村委员会（俄语：Октябрьский сельсовет）是俄罗斯联邦阿穆尔州结雅区所属的一个村委员会。其下辖有2个居民点，行政中心为十月村。据2016年统计，该村委员会的人口为1141人。